# Hibiscus erlangeri
Hibiscus erlangeri är en malvaväxtart som först beskrevs av Gurke, och fick sitt nu gällande namn av M. Thulin. Hibiscus erlangeri ingår i Hibiskussläktet som ingår i familjen malvaväxter. Inga underarter finns listade i Catalogue of Life.